# (33332) 1998 SN34
1998 SN34 (asteroide 33332) é um asteroide da cintura principal. Possui uma excentricidade de 0.08941640 e uma inclinação de 21.75173º.
Este asteroide foi descoberto no dia 26 de setembro de 1998 por LINEAR em Socorro.